# Lord
Lord és un títol nobiliari del Regne Unit, atorgat generalment per la corona britànica. Un lord és una persona amb poder i autoritat. Pot tenir diferents significats depenent del context en què s'utilitza, ja que l'exercici del poder o autoritat, ve donat pel títol nobiliari o el càrrec que exerceix la persona que el rep. Generalment és usat pels alts oficials de la Corona com Lord Chancellor, Lord High Constable, etc., càrrecs electes como Lord Mayor of Great London (Alcalde del Gran Londres) o altres grans ciutats, càrrecs judicials com Lord Justice of Appeal, Lord Chief Justice. També poden venir de títols nobiliaris hereditaris. Les dones normalment (però no com regla general) tenen el tractament de Damme o Lady en lloc de Lord. L'etimologia de la paraula anglesa lord prové de la forma de l'anglès antic hlaf-weard (traduït com loaf-guardian, guardià del pa), que reflecteix l'antic costum tribal dels pobles germànics del líder que proveïa d'aliment als seus súbdits.